# Каланхое дольчатое
Каланхое дольчатое (лат. Kalanchoe laciniata) — вид многолетних травянистых суккулентных растений рода Каланхое семейства Толстянковые (Crassulaceae). 
Известен в Индии под названием «море золота» из-за своих ярких золотистых цветов, или гемасагара. Ссылка на Гоголя: «как гемасагара, так кудри блестят». Однако, по данным Plants of the World Online, этот вид не произрастает в Индии.

## Описание
Побеги сочные, мясистые, сначала прямостоячие, затем, по мере взросления, они становятся полегающими, а после, со временем, внизу совсем оголяются. Большое значение для растения играет количество света. Чрезвычайно выносливое растение, хорошо переносит засушливый период. При этом стебли растения могут высыхать, сохраняя при этом живыми самые кончики, питаясь, вероятно, в этот период атмосферной влагой.
Листья мясистые, налитые соком, который считается лечебным, противовоспалительным средством.
Цветки четырёхчленные, довольно крупные, жёлтые
Один из способов размножения — вегетативный (черенкование).

## Таксономия
Kalanchoe laciniata (L.) DC., Plantarum historia succulentarum 17: pl. 100. 1802.

### Синонимы
- Cotyledon laciniata L., Sp. Pl.: 430. 1753. basionym
- Vereia laciniata (L.) Willd., 1809
- Kalanchoe teretifolia Haw., 1831
- Kalanchoe biternata Wight ex Wall., 1832
- Kalanchoe angustifolia A.Rich., 1848
- Kalanchoe petitiaesii Rich. ex Jacques, 1861
- Kalanchoe rosea C.B.Clarke, 1889
- Kalanchoe schweinfurthii Penz., 1893
- Kalanchoe rohlfsii Engl., 1904
- Kalanchoe rosea A.Chev., 1920
- Kalanchoe lentiginosa Cufod., 1958
- Kalanchoe gloveri Cufod., 1962